# Heinrich Brauns (Maler)

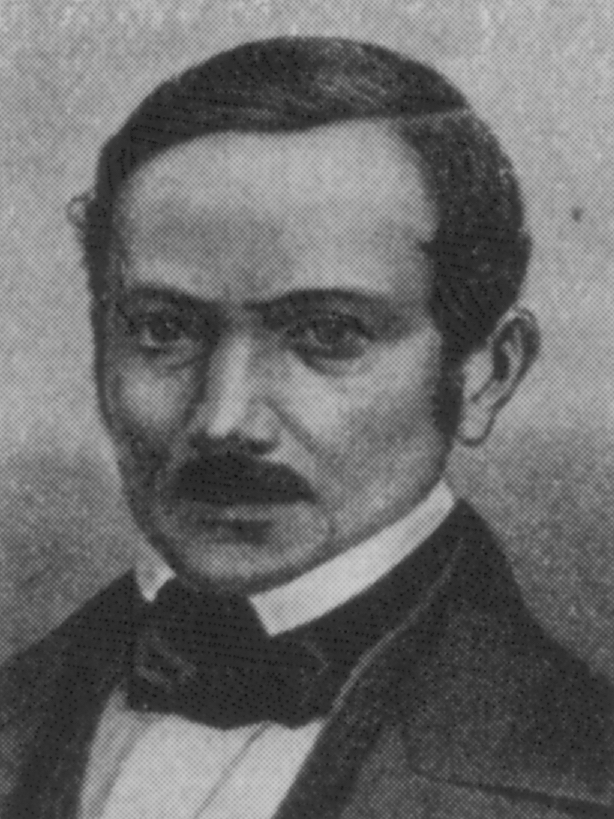
Heinrich Brauns

Georg Heinrich Brauns, (* 13. Juni 1808 in Hannover; † 12. Oktober 1856 ebenda) war ein deutscher Maler und Zeichenlehrer. 

## Leben
Georg Heinrich Brauns wurde zur sogenannten „Franzosenzeit“ in Hannover geboren, wo er zunächst die Hofschule, später das Lyceum besuchte. Von 1824 bis 1828 studierte Brauns an der Kunstakademie in Berlin und bereiste dann mehrere größere Städte in Deutschland.

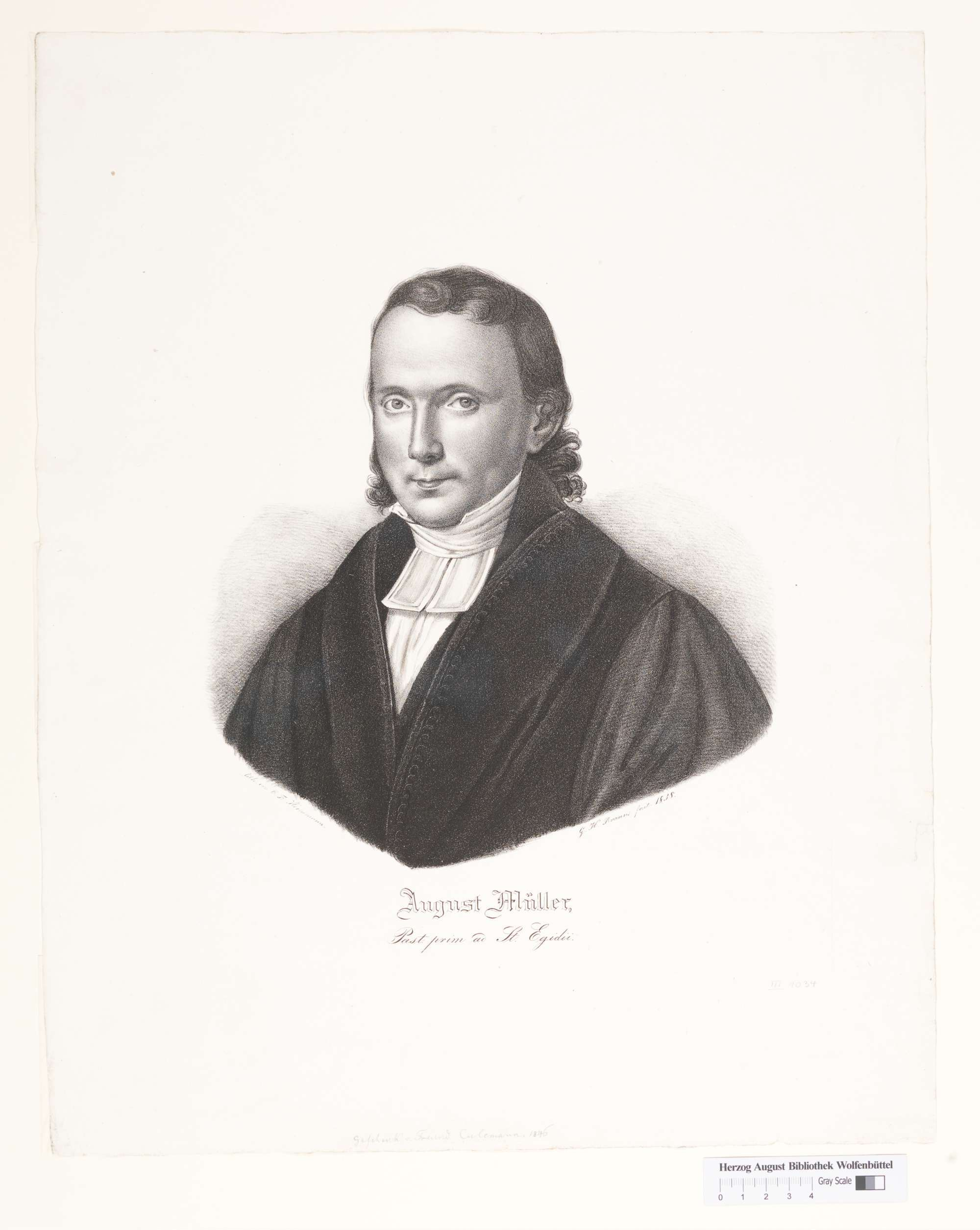
1838 datierte Lithografie mit dem Brustbild von August Müller, erstem Pastor an der Aegidienkirche

Nach seiner Rückkehr als Porträtmaler in seine Heimatstadt im Jahr 1830 wurde Georg Heinrich Brauns 1832 Hilfslehrer des Freihandzeichnens an der Höheren Gewerbeschule in Hannover, 1846 wurde er fest angestellt. Er war dort einer der Lehrer des jungen Wilhelm Busch.
Nebenamtlich war er mit der gleichen Aufgabe von 1835 bis 1856 an der städtischen Handwerks- und vereinigte Parochialschule Hannover, von 1836 bis 1856 dann als Nachfolger von Georg Gläser an der von Adolf Tellkampf geleiteten Höheren Bürgerschule tätig. Sein Nachfolger wurde Adolf Nieß.
Am 1. November 1832 war Brauns als Freimaurer der Johannisloge Zum schwarzen Bär im Orient von Hannover beigetreten.
Von Brauns ist die Künstlersignatur Br bekannt.

## Werke
Von Georg Heinrich Brauns sind einige Lithografien bekannt.
Brauns schuf Karikaturen, die als Lithografien in den während der Jahre 1846/47 von Hermann Grote herausgegebenen Hannoverschen Landesblättern erschienen. Die Werke erschienen zum Bau der hannoverschen Eisenbahn, zum Schützenplatz an der Ohe sowie zu zeitgenössischen Ereignissen wie etwa eine Ballonfahrt, der Explosion von Schießbaumwolle oder dem Geist eines Gesetzes über der als Stadtsilhouette identifizierbaren Stadt Hannover.